# Calocheiridius cyclopium
Calocheiridius cyclopium es una especie de arácnido del orden Pseudoscorpionida de la familia Olpiidae.

## Distribución geográfica
Se encuentra en Nueva Guinea.